# Ardakan
Ardakan (persisch اردکان, auch: Ardekan) ist eine Stadt in der iranischen Provinz Yazd.

## Geografie
Mit 51.349 Einwohnern im Jahr 2006 ist Ardakan die zweitgrößte Stadt der Provinz. Sie liegt etwa 60 km entfernt von der Provinzhauptstadt Yazd in sehr trockenem Klima.

## Geschichte
„Ardakan“ bedeutet im Persischen heiliger Ort oder sauberer Ort. In der Stadt gibt es eine Vielzahl historischer Gebäude, beispielsweise die Moscheen Masjed-e Jame und Zire-deh oder den Tekiyeh-Basar.
Ardakan wurde im 12. Jahrhundert in der Region Zardug gegründet. Während des 19. und 20. Jahrhunderts entwickelte sich die Stadt zu einem wichtigen Knotenpunkt für Karawanen. Um 1900 hatte Ardakan etwa 15.000 Einwohner und war von hohen Mauern umgeben. 1950 lebten nur noch etwa 12.000 Menschen in der Stadt. Nachdem 1959 eine neue Straße durch das Stadtzentrum gebaut wurde, stieg die Einwohnerzahl bis 1966 auf 14.333. In Ardakan, ebenso wie in anderen traditionellen Städten der zentraliranischen Region (z. B. in Neyschaboor), sind beim Bau der breiten und geraden Straßen für den Autoverkehr die städtebaulichen Grundlagen und Strukturen der Stadt nicht berücksichtigt worden. In Ardakan hatte dies zur Folge, dass die Bauweise der angrenzenden Gebäude den Umweltbedingungen am Rande von Wüsten nicht mehr gerecht wird, weil die Fenster und Öffnungen für die Hitze zu groß sind und der Straßenraum zu breit ist um ausreichend Schatten zu spenden. Der heutige neue Straßenraum wirkt eintönig und chaotisch, nicht zuletzt aufgrund der Tatsache, dass damit die Bereichsaufteilung und Sequenzqualitäten zerstört worden sind, die für das überkommene Straßennetz charakteristisch waren.

## Verkehr
Die Stadt liegt an der Bahnstrecke Qom–Zahedan, der südlichen Ost-West-Eisenbahnverbindung des Iran.

## Zoroastrismus
Die Stadt ist ein großes Zentrum des Zoroastrismus. Insbesondere das Dorf Sharif-Abad in der Nähe von Ardakan ist jährlich das Ziel tausender zoroastrischer Pilger aus der ganzen Welt. In Sharif-Abad befindet sich der Schrein Pir-e Sabz, der für die zoroastrische Religion von großer Bedeutung ist.

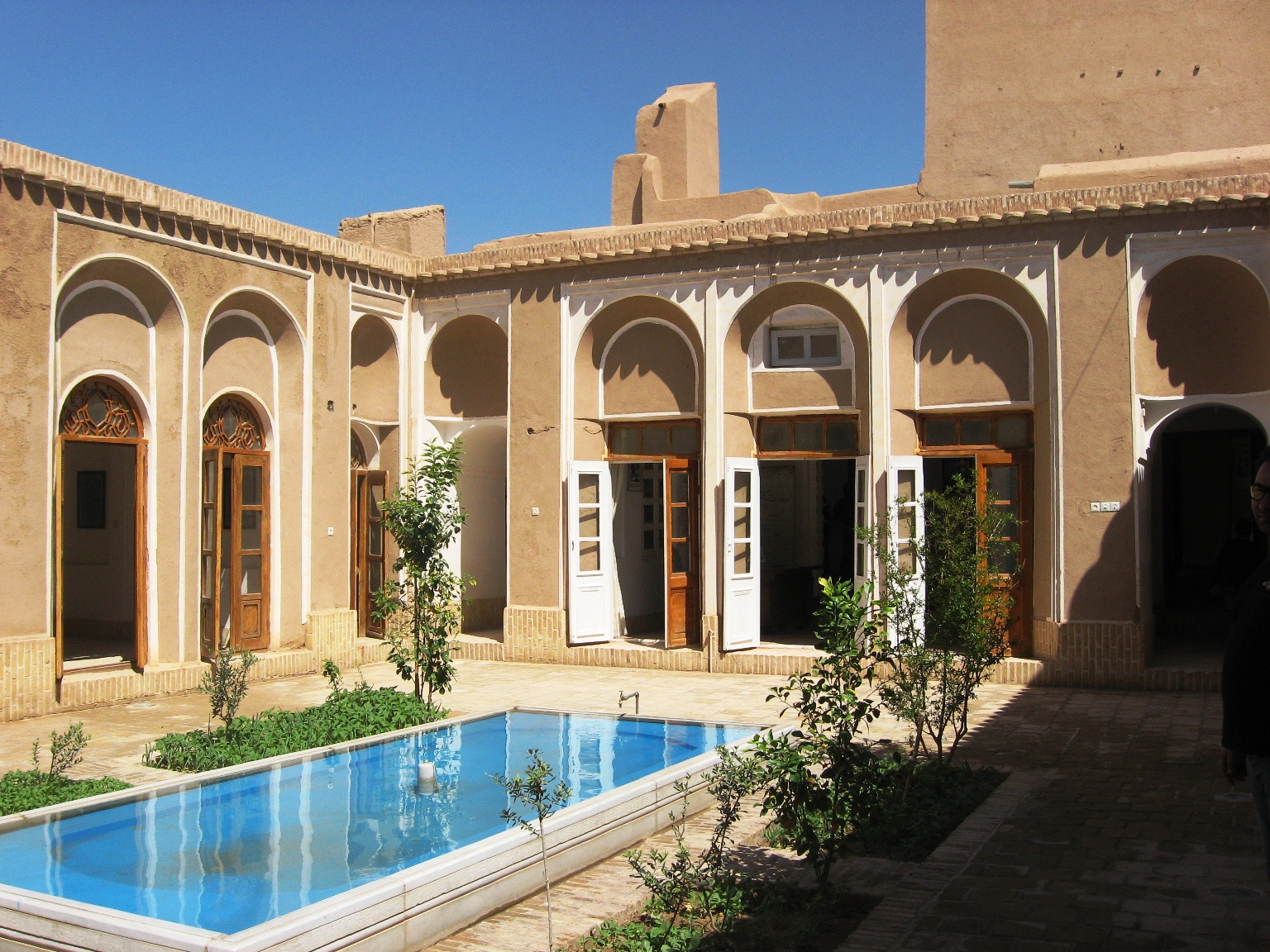
Haus von Mohammad Chatami

## Söhne und Töchter der Stadt
- Mohammad Chatami (* 14. Oktober 1943), ehemaliger Präsident des Iran.
- Mohammad-Reza Chatami (* 1959), Politiker und Mitbegründer der Partizipationsfront des islamischen Iran